# Алфјано Векио (Кремона)
Алфјано Векио (итал. Alfiano Vecchio) је насеље у Италији у округу Кремона, региону Ломбардија.
Према процени из 2011. у насељу је живело 36 становника. Насеље се налази на надморској висини од 52 м.